# Scinax maracaya
Scinax maracaya és una espècie de granota de la família dels hílids. És endèmica del Brasil.
Els seus hàbitats naturals inclouen sabanas seques, maresmes d'aigua dolça i corrents intermitents d'aigua. Està amenaçada d'extinció per la destrucció del seu hàbitat natural.